# Yacine Boutouba
Pas d'image ? Cliquez ici

a Compétitions nationales et continentales officielles uniquement.

Yacine Boutouba, né le 22 août 1990, est un joueur français de rugby à XIII qui évolue au Saint-Estève XIII catalan.